# Planetarium

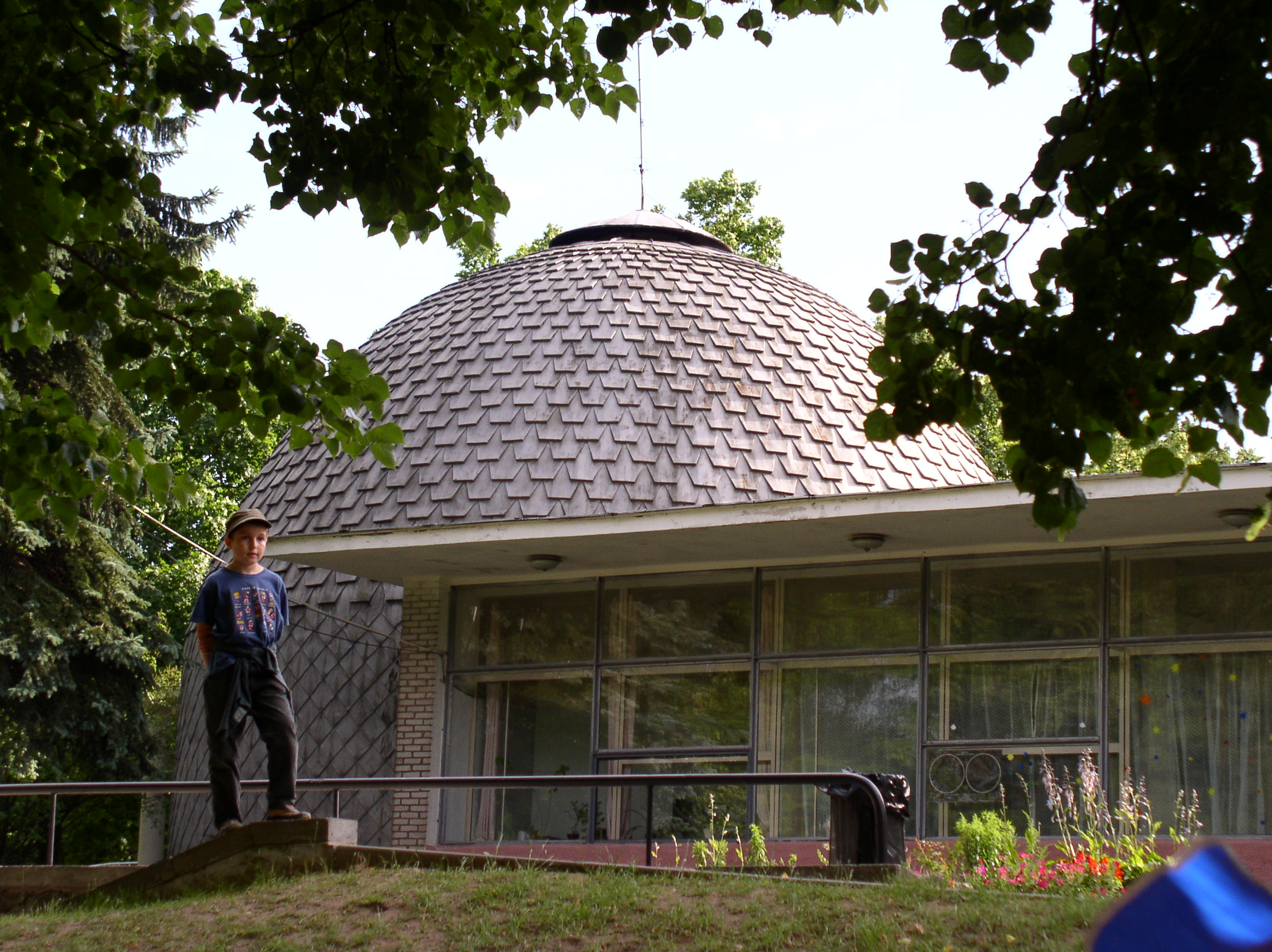
Planetarium i Maksim Gorkij-parken i Minsk

Ett planetarium är en modell av solsystemet och rymden.
De största planetarierna är byggnader utformade som kupoler, där stjärnhimlen sedd från Jorden visas på insidan, och hur solen, månen och planeterna rör sig. Detta visas med en projektor som är placerad mitt i kupolen. Mindre planetarier är i princip utförda på samma sätt.
Planetarium kan också vara ett datorprogram som visar rymden. Användaren anger parametrar som position på jordytan, tidpunkt, vad denne vill se (till exempel stjärnbilder, solen, planeter), förändringshastighet, etc.

## Etymologi
Latinets -arium betyder plats för.

## Planetarier i Sverige
- Borlänge Planetarium, 2047 Science Center
- Borås Planetarium, Navet
- Falun, Broman Planetarium (mobilt planetarium)
- Gäddede, Frostvikens observatorium
- Gävle, Högskolan (mobilt planetarium)
- Göteborg, Observatoriet i Slottsskogen (litet: 3 meter i diameter, 17 åskådarplatser)
- Härnösandplanetariet, Technichus (mobilt planetarium)
- Härnösand, Mittuniversitetet (mobilt planetarium)
- Jönköping, Upptech
- Karlshamn, Kreativum Science Center
- Karlstad, Universitetet (mobilt planetarium)
- Kristianstad, Högskolan (mobilt planetarium)
- Luleåplanetariet, Teknikens Hus
- Lundplanetariet, Vattenhallen Science Center, LTH
- Norrköping, Visualiseringscenter C
- Munkforsplanetariet, Ransäters hembygdsgård
- Ronnebyplanetariet
- Skellefteåplanetariet, Teknobalder (mobilt planetarium)
- Spånga Naturvetenskapscentrum (mobilt planetarium)
- Stockholm, Cosmonova, Naturhistoriska Riksmuseet
- Stenstorp, Dalénium - Science Center
- Sundsvall, Sundsvalls gymnasium (mobilt planetarium)
- Södertälje Planetarium, Tom Tits Experiment
- Sölvesborg, Yndegården (mobilt planetarium)
- Tranås, Starlab AB (mobilt planetarium)
- Trollhättan, Innovatum (mobilt planetarium)
- Uddevalla, Gymnasiet (mobilt planetarium)
- Umeå, Umevatoriet
- Visby, Gotlands Fornsal (mobilt planetarium)
- Växjö Planetarium, Xperimenthuset (mobilt planetarium)

## Planetarier i Finland
- Helsingfors, Ursa (mobilt planetarium)
- Tammerfors, Tammerfors Särkänniemi Ab
- Vanda, Verne-teatern, Heureka - Finlands vetenskapscenter